# 北里臨時乘降場
北里臨時乘降場（日语：／ Kitasato Karijōkōba */?）是位於北海道天鹽郡遠別町字北里，日本國有鐵道（國鐵）羽幌線的臨時乘降場（局設定）（廢站）。在1970年（昭和45年）9月7日，由於較少客量而廢除。

## 歷史
- 1956年（昭和31年）5月1日 - 臨時乘降場啟用[1][2]。
- 1970年（昭和45年）9月7日 - 臨時乘降場停用[1][2]。

## 車站構造
此站為無人車站，設有1面1線的單式月台。

## 車站周邊
- 臨時乘降場是在北里和丸松之間的道路平交道北邊（靠近北里一方）。距離北里中心有一段距離。在設置此乘降場時，乘降場距離舊國道較近，後來的國道距離乘降場較遠。
- 周邊沒有明顯的建築物。
- 沿岸巴士豐富留萌線「第1北里」巴士站是在上述平交道的道路東邊，國道232號路口附近，距離此乘降場約1公里。

## 現狀
遺址變成了牧場，已經看不見路基遺跡。（在道路對面（南邊）還可隱約看見路基遺跡）

## 相鄰車站
日本國有鐵道
羽幌線
丸松－北里－更岸

## 注腳
1. 1 2 3 4  今尾惠介 (编). . 新潮社. 2008-05-18: 44-45. ISBN 9784107900197 （日语）.
2. 1 2 3 4 5  石野哲（編）. . JTB. 1998: 873. ISBN 978-4-533-02980-6 （日语）.